# New York-Pennsylvania League
La New York-Pennsylvania League fu una lega minore del baseball USA che operò fra il 1923 e il 1937.
Fu il precursore della moderna Eastern League (classe AA); iniziò come parte del circuito Classe B e vi rimase fino al 1932 quando salì a Classe A per le ultime cinque stagioni della sua esistenza.
Questa fu la seconda delle tre leghe esistite a portare questo nome. L'originale NY-P League giocò per una stagione nel 1891. Nel 1957 la PONY League cambiò il suo nome in New York - Penn League e da allora opera sotto quel nome, salendo negli anni dalla Classe D ad essere oggi una Short Season A.
Le franchigie con vita più lunga nel periodo 1923-37 furono quelle di Binghamton, un'affiliata dei New York Yankees, Elmira, Scranton, Wilkes-Barre e Williamsport, che parteciparono per tutti e 15 gli anni della NY-PL. Quando Hartford entrò nel giro nel 1938, la NYPL adottò il nome Eastern League, che esiste tuttora. 